# Leszczyniec (przystanek kolejowy)
Leszczyniec – nieczynny przystanek kolejowy w Leszczyńcu w powiecie kamiennogórskim, w województwie dolnośląskim, w Polsce.